# Tazmin Brits
Tazmin Brits (ur. 8 stycznia 1991) – południowoafrykańska lekkoatletka specjalizująca się w rzucie oszczepem.
W 2007 zdobyła złoty medal i tytuł mistrzyni świata juniorów młodszych – osiągnęła wówczas wynik 51,71. Uczestniczka mistrzostw świata juniorów, które w roku 2008 odbyły się w Bydgoszczy – z wynikiem 56,12 zajęła piąte miejsce. W 2009 została mistrzynią Afryki juniorów. Zdobyła brązowy medal mistrzostw świata juniorów w Moncton (2010).
Rekord życiowy: 57,55 (18 kwietnia 2008, Pretoria).

## Osiągnięcia
| Rok  | Impreza                               | Miejsce   | Lokata     | Wynik |
| ---- | ------------------------------------- | --------- | ---------- | ----- |
| 2007 | Mistrzostwa świata juniorów młodszych | Ostrawa   | 1. miejsce | 51,71 |
| 2008 | Mistrzostwa świata juniorów           | Bydgoszcz | 5. miejsce | 56,12 |
| 2009 | Mistrzostwa Afryki juniorów           | Bambous   | 1. miejsce | 54,55 |
| 2010 | Mistrzostwa świata juniorów           | Moncton   | 3. miejsce | 54,55 |